# Ranco
Ranco là một đô thị ở tỉnh Varese trong vùng Lombardia, có cự ly khoảng 60 km về phía tây bắc của Milan and about 20 km về phía tây của Varese. Tại thời điểm ngày 31 tháng 12 năm 2004, đô thị này có dân số 1.188 người và diện tích là 6,3 km².
Đô thị Ranco có các frazione (đơn vị trực thuộc) Uponne.
Ranco giáp các đô thị: Angera, Ispra, Lesa, Meina.